# Провинции на Коста Рика
Коста Рика е разделена на 7 провинции, които са допълнително разделени на общо 81 кантона.
Провинциите са:
1. Алахуела
2. Картаго
3. Гуанакасте
4. Ередия
5. Лимон
6. Пунтаренас
7. Сан Хосе